# Maurus Wolter
Maurus Wolter (Bonn, 1825 — Beuron, 1890) va ser un liturgista i sacerdot benedictí alemany. Va instaurar el monestir de Beuron, a Hohenzollern, del qual va arribar a ser abat. Va ser substituir pel seu germà Placidus Wolter. També va fundar l'escola d'art de Beuron.